# Trận Bassora (2003)
Trận Bassora (tháng 3-4 2003) là một trong những trận đánh đầu tiên của cuộc xâm lược Iraq. Trận đánh lôi kéo lực lượng Iraq và Anh.
Lực lượng mang tên 'Chuột Xa mạc' của Anh đã mở một đợt tiến công quân sự rầm rộ chưa từng thấy ngày 4 tháng 6 vào Bassora, một thành phố lớn thứ hai của Iraq. Cuộc tiến công thần tốc này đã diễn ra một ngày sau khi liên quân dội bom cấp tập vào một mục tiêu của Saddam Hussein. Tướng Ali Hassan Al-Majid (hay 'Ali hóa học') đoán đã chết trong đợt không kích, nhưng không phải.
Lần đầu tiên binh lính Anh đã lập được các trạm kiểm soát tại Bassora. Nơi đây, quân đội hai bên đã từng có những trận chiến đẫm máu trong suốt nhiều ngày nhằm giành quyền kiểm soát thành phố này. Sau khi đã vào được thành phố, lính Anh tiến hành rà soát các địa điểm trong thành phố, tìm kiếm các lực lượng quân Iraq lẩn ẩn nấp trong thành phố, và tin rằng họ đã làm suy yếu sức kháng cự của quân Iraq nên lính Anh giờ đây đã có thể lập các doanh trại ngay bên trong Bassora.
Sự có mặt của lính Anh tại Bassora còn nhằm "tái khẳng định với người dân Iraq rằng lính Anh đến đây là để giải phóng thành phố". Họ cảm nhận thấy tình huống chiến thuật là chính ở chỗ họ có thể tiến sâu hơn vào thành phố. Lính Anh phải chiến đấu 2 tuần để có mặt trong trung tâm thành phố. Xe tăng lớn nhất của Anh từ sau Chiến tranh thế giới thứ hai đã hủy diệt 14 xe tăng Iraq ngày 27 tháng 3.